# Hinrich Alpers
Hinrich Alpers (* 1981 in Uelzen) ist ein deutscher Pianist.

## Leben
Im Alter von sechs Jahren bekam Hinrich Alpers ersten Klavierunterricht, er studierte ab dem zehnten Lebensjahr bei Bernd Goetzke an der Hochschule für Musik und Theater Hannover und ab 2005 für ein Jahr an der Juilliard School (New York) bei Jerome Lowenthal.
Im Jahr 2004 gewann er den ersten Preis beim internationalen Grieg-Klavierwettbewerb, 2006 den Internationalen Klavierwettbewerb honens in Calgary und im Dezember 2009 den International Telekom Beethoven Competition in Bonn. Er war außerdem Stipendiat der Studienstiftung des deutschen Volkes.
Als Solist und Kammermusikpartner trat er in zahlreichen Ländern der Welt auf, war zu Gast bei Festivals und trat in vielen wichtigen Sälen wie der New Yorker Carnegie Hall, der Berliner Philharmonie, dem Münchener Gasteig und der Suntory Hall Tokyo auf.
Er veröffentlichte mehrere CDs bei verschiedenen Labels, darunter SONY Classical und Deutsche Grammophon, und ist Initiator und Künstlerischer Leiter der Summer Academy of Music, die er 2010 in seiner Heimatstadt Uelzen gründete und in deren Rahmen Meisterkurse und Konzerte für diverse Instrumente (Klavier, Kontrabass, Violine, Viola und Violoncello) stattfinden, sowie der Winter Academy of Music am selben Ort.
Hinrich Alpers unterrichtete Klavier und Kammermusik an den Berliner Musikhochschulen Universität der Künste, Hochschule für Musik Hanns Eisler Berlin und der Barenboim-Said Akademie, den Musikhochschulen Hannover und Lübeck. Seit 2021 ist er Professor für Klavier an der Hochschule für Musik Carl Maria von Weber Dresden.
Hinrich Alpers lebt in Berlin.

## Aufnahmen
- Schumann – Klavierwerke (honens)
- Rudi Stephan – Kammermusik und Lieder (2 CDs, SONY Classical)
- Maurice Ravel – sämtliche Klavierwerke (2 CDs, honens)
- Ludwig van Beethoven / Franz Liszt – The Complete Symphonies (6 CDs, SONY Classical)
- Hommage à Humperdinck – Kammermusik und Lieder (2 CDs, Deutsche Grammophon)